# 현궁
현궁(晛弓, 영어: AT-1K Raybolt)은 보병 휴대용 중거리 대전차 미사일로, 국방과학연구소에서 전체 개발을 담당하고 있으며, 유도탄 체계 개발 및 생산은 LIG넥스원, 발사대 개발 및 생산은 한화에서 맡고 있다.

## 역사
2007년 국방과학연구소(ADD) 주관하에 개발에 착수해 2015년 완료했다. 연구개발비로는 1500억원이 투입됐으며, 2016년부터 생산을 시작해 육군 전방부대와 서북도서 주둔 해병대에 배치됐다. 2.5㎞ 떨어져 있는 전차의 900㎜ 장갑을 뚫을 수 있다.
한국 육군은 현재 보유중인 토우 대전차 미사일, 메티스엠, M67 90mm 무반동총, M40 106mm 무반동총을 현궁으로 교체할 계획이다. 한국 최초의 국산 대전차무기이다. 2017년 현재 전세계 유사 무기체계 중 가장 최근에 개발된 3세대 대전차유도무기이다.
보병용중거리유도무기(현궁) 사업은 약 1조 1000억원을 투자해 기존 노후화 된 대전차화기인 90mm 및 106mm 무반동총 및 토우(TOW) 대전차미사일을 보병대대급 운용용 중거리 대전차유도무기로 대체하는 사업이다. 대전차유도무기로는 국내 최초로 개발된 현궁은 노후된 무반동총과 토우(TOW) 미사일을 대체하는 보병대대급 운용용 대전차유도무기다.
2015년 9월 14일, 방위사업비리 정부합동수사단(단장 김기동 검사장)은 방산업체인 LIG넥스원 연구원 김모(43)씨가 오전 2시 45분쯤 경기 오산시 자신의 아파트에서 투신 자살했다고 밝혔다. 국산 보병용 중거리 대전차 미사일인 현궁 납품 비리 의혹으로 수사를 받던 LIG넥스원 연구원이 3차 검찰 소환을 앞두고 스스로 목숨을 끊었다.
방위사업비리 합동수사단은 '현궁'의 개발을 맡은 국방과학연구소의 선임연구원 박 모 중령을 체포해 조사했다. 박 중령은 '현궁'의 성능 평가 장비를 7세트만 납품받고서도 11세트를 납품받은 것처럼 허위 서류를 작성한 혐의 등을 받고 있다. 구속영장은 법원에서 기각됐다. LIG넥스원이 개발한 '현궁'의 성능을 검사하기 위해 국방과학연구소는 지난 2012년부터 지난해까지 LIG넥스원으로부터 관련 장비 80억여 원어치를 납품 받았다. 이 중 일부가 불량품이었는데도 국방과학연구소가 눈감아줬다는 정황을 합수단이 포착했다. 합수단 관계자는 "납품 비리 의혹과 관련된 수사"라며 "무기의 성능과는 관련이 없다"고 말했다.
2017년 6월 1일, 군 당국이 북한의 전차를 파괴할 수 있는 휴대용 대전차 미사일 '현궁'의 사격 시험에 성공했다. 현궁은 올해부터 본격적인 양산에 들어간다. 국내 2위 방산업체인 LIG넥스원이 휴대용 대전차 유도미사일 ‘현궁’을 본격 생산한다. 외국의 동급 무기인 미국 ‘재블린’이나 이스라엘 ‘스파이크’보다 성능이 우수해 수출 경쟁력도 갖췄다는 평가다. LIG넥스원은 방위사업청과 327억원 규모의 현궁 첫 생산 계약을 체결했다. 향후 7년간 벌이는 현궁 양산 사업 규모는 약 1조원으로 육군과 해병대에 단계적으로 공급될 예정이다.

## 오발사고
2020년 11월 19일, 오전 10시 10분쯤 경기도 양평 육군종합훈련장에서 대전차 유도무기 현궁의 실탄 사격훈련이 실시됐다. 육군이 발사한 보병용 중거리 유도무기 '현궁' 1발이 표적지를 벗어나 훈련장에서 1.5km 떨어진 민가 인근 논에 떨어졌다.
당시 현장에는 국내에서 열리는 방위산업 전시회인 'DX 코리아 2020'(Defense Expo Korea 2020) 참가차 방한 중인 외빈 일부가 참관했다.
포탄이 떨어진 장소의 반경 20m 내에 민가 한 채가 있고, 50m 내에는 민가 3채가 있었다.
군 일각에선 열추적으로 목표물을 찾아가는 미사일이 악천후 속에 오작동이 일어난 것으로 추정하고 있다.

## 참호전
1차대전에서 교차사격을 하는 중기관총 진지를 사용해 참호전이 시작되었다. 2차대전, 한국전쟁에서는 참호전이 본격화되었다. 야전삽으로 신속하게 땅을 파서, 그 속으로 들어가 숨어, 빨리 일어나서 쏘고 다시 숨고 이러는 전투 방식으로, 적군의 견고한 중기관총 진지에서 하루종일 발사되는 중기관총 때문에, 이런 전투 방식이 거의 기본적인 유형이 되었다.
그런데 우리 군이 자국산 현궁을 가지게 되면서 그런 참호전 발생시 상대의 참호를 쉽게 무너뜨릴수 있게 됐다. 현궁은 발사 후 망각 시스템(fire and forget)을 적용했을 뿐만 아니라 발사 후 적 탱크의 상부를 위로 날아올랐다가 하강하여 때릴 수 있는 탑 어택(top attack) 기술도 있기 때문이다.
하지만 보병대대급 무기로 편제가 되어 있어서, 대전차 무기로나 쓸 수 있지, 미군처럼 참호전에 쓸 만큼 충분하게 보급되는 것은 아니라는 평가도 있다.

## 실전기록
사우디아라비아 육군이 현궁을 수입해서 예멘 내전 (2015년-현재)에서 후티 반군을 상대로 사용 중이다. 유튜브에 동영상이 여러개 올라와 있다.

## 기타
한국은 불곰사업으로 러시아에서 2세대 반자동 메티스엠을 대량 수입했는데, 개발 중인 모델은 메티스엠과 비슷한 무게 13 kg 정도의 대전차 미사일이다. 메티스엠은 보병 발사시 사거리 2 km 이므로, 헬기에 장착하면 사거리 4 km로서 한국군 헬기에 장착된 토우 대전차 미사일의 3.75 km 사거리 보다 길다.
메티스엠은 미국에서는 2세대 반자동 드래곤 대전차 미사일과 같은데, 미국은 2001년 드래곤을 퇴역시키고, 3세대 자동 재블린 대전차 미사일을 사용 중이다. 이스라엘에는 이러한 동급 미사일로 3세대 자동 스파이크 미사일이 있다. 한국은 스파이크 기술을 일부 도입했다고도 알려져 있다. 즉, 한국형 메티스엠, 재블린, 스파이크 개발사업이다.
이스라엘의 무게 13 kg인 LAHAT은 헬기에서 발사했을 경우 사거리 13 km이며, 탄두중량 4.5 kg이다. AT-11 스나이퍼는 탄두중량 4.5 kg인데 950 mm 장갑을 관통하므로 라핫의 성능을 추정해 볼 수 있다. 보통 보병 발사시 사거리  4 km이면 헬기 발사시 사거리 8 km 정도가 된다. 프랑스 탈레스의 LMM도 무게 13 kg, 사거리 8 km이다.
요즘의 전차는 사거리 5 km인 지대공 미사일을 장착하기 때문에, 헬기의 대전차 미사일 사거리는 5 km가 넘어야 한다. 그러나 한국 육군 공격헬기는 주간 3.75 km인 토우만 장착하고 있으며, 야간에는 탐지장치 때문에 1 km 사거리로 보도되었다. 따라서, 사거리 5 km 이상인 대전차 공격수단은 육군에는 없으며, 공군 전투기의 메버릭, 페이브웨이가 있다.

## 토우
미국 레이시온이 생산하는 무게 20 kg인 토우 대전차 미사일은 유선유도를 하는 매우 구형인데, 또한, 레이시온은 레이저유도의 무게 20 kg인 그리핀 미사일을 개발했다.
- BGM-71 토우, 무게 22.6 kg, 사거리 4.5 km, 관통력 900 mm
- 9K115-2 메티스-M, 무게 13.8 kg, 사거리 2 km, 관통력 950 mm
- 90mm M67 무반동총, 무게 17 kg, 사거리 400 m, 관통력 350 mm
- 106mm M40 무반동총, 무게 206 kg, 사거리 1.1 km, 관통력 424 mm
- 현궁, 무게 13.0 kg, 사거리 2.5 km, 관통력 900 mm

## 수출
사우디아라비아에서 현궁 1000대를 사겠다고 요청했다. LIG넥스원은 "1조원 규모로 중동에 수출한다"고 자랑했다.
2018년 10월 3일, 관련 업계에 따르면 LIG넥스원은 최근 사우디아라비아군에 LIG넥스원의 3세대 대전차유도미사일(ATGM) 현궁을 수출했다.
2018년 6월 24일, 스스로를 ‘예멘 업저버(관찰자)’로 소개한 트위터 사용자는 “(예멘 사다주) 바킴 지역에서 사우디군이 한국산 대전차유도미사일(ATGM·전차나 장갑차를 공격할 때 쓰는 소형 미사일)로 후티 반군을 겨냥하고 있다”는 설명과 함께 동영상을 올렸다. 쭈야 활동가는 사우디군이 쓰는 무기가 한국산 대전차유도미사일 ‘현궁’이라고 소개했다. 현궁은 최첨단 휴대용 중거리 대전차 미사일 시스템이다. 국방과학연구소가 전체 개발을 맡았고, 유도탄 체계는 LIG넥스원이, 발사대는 한화가 개발과 생산을 맡았다. 익명을 요구한 국방부 관계자는 <한겨레21>에 “사우디군이 예멘(반)군을 향해 현궁을 쏘는 장면이 담긴 영상이 있다는 것을 알고, 현궁이 맞다”며 “우리가 사우디에 현궁을 수출했지만 어떤 방식으로 쓰는지는 모른다”고 했다. 이 관계자는 “중동에서 현궁은 훌륭한 무기로 평가받고 있다”며 “사우디가 현궁을 사용하는 영상을 본 UAE가 자신들도 현궁을 사고 싶다고 문의할 정도”라고 전했다.
예멘 정부군은 사우디아라비아가 지원하고 있고, 후티 반군은 이란이 지원하고 있다. 후티 반군이 예멘 정부군으로부터 노획한 현궁 미사일이 SNS 사진, 동영상 등으로 알려졌다.
최근 예멘 내전 (2015년~현재)에 개입한 사우디군은 이날 후티 반군을 상대로 현궁을 사용했다. 놀라운 것은 목표했던 전차가 능선 뒤로 숨었음에도 현궁이 정확하게 전차를 명중, 파괴시켰다는 것이다.

## 재블린
현궁은 미국 재블린, 이스라엘 스파이크 보다 소형, 경량화를 했다.
- FGM-148 재블린,  미국, 배치 1996년, 무게 22.3 kg (미사일+발사관), 6.4 kg (조준경+삼각대), 사거리 2.5 km
- 재블린 개량형,  미국, 배치 1996년, 무게 22.3 kg (미사일+발사관), 6.4 kg (조준경+삼각대), 사거리 4.75 km
- 스파이크-MR,  이스라엘, 배치 1997년, 무게 14.0 kg (미사일+발사관), 5 kg (조준경+삼각대), 사거리 2.5 km
- 스파이크-LR,  이스라엘, 배치 1997년, 무게 14.0 kg (미사일+발사관), 5 kg (조준경+삼각대), 사거리 4 km
- HJ-12,  중국, 배치 2014년, 무게 22 kg (미사일+발사관), 사거리 4 km
- 현궁,  대한민국, 배치 2017년, 무게 13.0 kg (미사일+발사관), 사거리 2.5 km
- 스파이크-LR II,  이스라엘, 배치 2018년, 무게 12.7 kg (미사일+발사관), 5 kg (조준경+삼각대), 사거리 5.5 km

현궁의 미사일 1발당 가격은 1억 원이 조금 넘는다. 재블린의 1발당 2억원의 절반 가격이다. 재블린과 스파이크가 모두 초기형 2.5 km에서 개량형 4 km 이상으로 사거리가 늘어났다. 미국 보병들은 2억원짜리 재블린을 보병전에서 자주 사용해, 고비용 문제가 지적되기도 한다. FGM-148 재블린 참조.
그러나, 현궁과 비슷한 사거리의 정밀유도무기인 이스라엘 LAHAT은 미사일 한발당 가격이 2800만원이어서, 한발당 1억원인 현궁도 가격이 상당히 비싸다고 할 수 있다.
무게 13 kg 현궁이 1억원인데, 무게 50 kg 헬파이어 미사일이 7800-1억5000만원이다. 즉, 가격이 거의 동일하다는 점에서, 차라리 24시간 체공중인 무인공격기에 헬파이어 미사일을 장착해 보병을 지원하는게 더 나은 것이 아닌가 할 정도로, 가격이 비싸다.

## 사용국가
- 대한민국
- 사우디아라비아
- 예멘

## 제원
- 제작사: LIG넥스원
- 길이:
- 무게: 13 kg (미사일+발사관)
- 유효사거리: 2.5 km
- 관통력: 900 mm, 탠덤 탄두
- 속도: 마하 1.7
- 유도방식: 파이어앤포겟
- 가격: 1억원 (미사일)
- 특징: 후폭풍이 적어 실내사격 가능
- 발사플랫폼: 보병, 차량 (계획), 장갑차 (계획)
- 실전배치: 2017년 6월

## 같이 보기
- 천검 - 한국형 헬파이어 대전차 미사일